# Writers Block Pt 1 (мініальбом)
Writers Block, Pt 1 — дев'ятий мініальбом британської співачки та авторки пісень Габріель Аплін. Реліз відбувся 18 квітня 2024 року на лейблі Аплін, Never Fade Records. Мініальбом складається з п'яти кавер-версій пісень, продюсерами яких стали Еш Хоуз та Сетон Даунт. Даний мініальбом містить кавер-версії популярних пісень 90-х років. Аплін, яка зазвичай пише власний матеріал, вирішила відійти від цього формату, аби дослідити та вшанувати улюблені композиції десятиліття свого народження.

## Список композицій
| Writers Block, Pt 1 | Writers Block, Pt 1     | Writers Block, Pt 1                                         | Writers Block, Pt 1 |
| #                   | Назва                   | Автор                                                       | Тривалість          |
| ------------------- | ----------------------- | ----------------------------------------------------------- | ------------------- |
| 1.                  | «Place Your Hands»      | Домінік Грінсміт Гері Стрінгер Джон Бессант Кенвін Хаус     | 3:15                |
| 2.                  | «Fake Plastic Trees»    | Колін Ґрінвуд Ед О'Браєн Джонні Ґрінвуд Філ Селвей Том Йорк | 4:36                |
| 3.                  | «My Hero»               | Дейв Ґрол Нейт Мендел Пет Смір                              | 3:31                |
| 4.                  | «Frozen»                | Мадонна Патрік Леонард                                      | 3:35                |
| 5.                  | «If It Makes You Happy» | Джеффрі Тротт Шерил Кроу                                    | 3:36                |
| 18:33               |                         |                                                             |                     |

## Оцінка критиків
Софі Карлін з The Telegraph оцінила мініальбом на 3 з 5 зірок, зазначивши, що в композиціях відсутня харизматична подача, яка раніше відрізняла Аплін. Попри продакшн, який підкреслює ніжний вокал співачки, загалом звучання альбому не досягає рівня попередніх робіт.